# Abwege
Abwege is een Duitse dramafilm uit 1928 onder regie van Georg Wilhelm Pabst. 

## Verhaal
Irene Beck wordt verwaarloosd door haar man. Hij begint zich in te laten met een twijfelachtige massa in nachtclub.

## Rolverdeling
| Acteur             | Personage     |
| ------------------ | ------------- |
| Gustav Diessl      | Thomas Beck   |
| Brigitte Helm      | Irene Beck    |
| Hertha von Walther | Liane         |
| Jack Trevor        | Walter Frank  |
| Fritz Odemar       | Möller        |
| Nico Turoff        | Sam Taylor    |
| Ilse Bachmann      | Anita Haldern |
| Richard Sora       | André         |
| Peter C. Leska     | Robert        |
| Irm Cherry         | Daisy         |
| Irma Green         | Gina          |